# Calobata bicolor
Calobata bicolor är en tvåvingeart som först beskrevs av Walker 1853.  Calobata bicolor ingår i släktet Calobata och familjen skridflugor. Inga underarter finns listade i Catalogue of Life.